# Liste d'enseignes de la grande distribution en Hongrie
Pour un article plus général, voir Liste d'enseignes de la grande distribution en Europe.
Cet article présente la liste d'enseignes de la grande distribution en Hongrie.

## Liste d'enseignes par type

### Supermarchés, supérettes et hard-discounts
- Aldi
- Coop
- Lidl
- Spar

### Grands magasins
- C&A
- H&M
- Auchan

### Autres enseignes
- Decathlon
- IKEA